# Briketování
Briketování je lisování drceného sypkého materiálu (většinou uhlí, odpadu nebo biomasy) pod tlakem tzv. briketovacího lisu. Lisuje se buď jen tlakem bez příměsí anebo s organickými lepidly. Finální produkt, brikety, jsou pak určeny ke spálení.

## Briketování uhlí
Jediné uhlí v ČR vhodné pro briketování je sokolovské z lomu Jiří a Družba. Briketování uhlí se provádí jen za optimálního nízkého podílu popela ve spáleném uhlí a síry.

## Briketování odpadu
Technologie briketování využívá mechanických a chemických vlastností materiálů, které se použitím vysokotlakého lisování zhutňují do kompaktních tvarů bez přídavku pojiva. Pro vytvoření vazby mezi jednotlivými částicemi briketovaného materiálu se využívají určité pryskyřice obsažené v materiálu, například při lisování dřeva se uvolňuje lignin, který se působením vysokého tlaku uvolní z buněčných struktur materiálu a spojí tak jednotlivé částice do kompaktní brikety. Jiné materiály, např. litinové špony nebo papír, působením tlaku nad mezí pevnosti mění svůj tvar a mechanickým zaklíněním jednotlivých částic vytváří kompaktní briketu.
V České republice se tato technologie používá ve velkém rozsahu již více než 20 let. Odpad se používá nejen ke spalování, ale také pro levnější transport a skladování a u kovových odpadů pro úsporu základní suroviny ve slévárnách a úsporu chladicích olejů, obsažených v třískách z obrábění.
Materiály pro briketování spalitelných odpadů:
- piliny, hobliny a prach ze všech druhů dřeva i tropických dřevin
- řepková a obilná sláma, drcené energetické rostliny, pazdeří ze lnu a konopí
- odpad z čističek osiv, makovina
- drcený papír, papírový prach
- textilní prach a krátká vlákna
- velkoobjemové nebo prachové průmyslové odpady z odsávání
- polyuretan, některé druhy kompozitních plastů

Materiály pro briketování kovových odpadů:
- kovové třísky z obrábění litiny a oceli
- barevné kovy – hliník, mosaz, měď, olovo, slitiny titanu
- brusné kaly
- drátky z pneumatik